# 姚维钧
姚维钧（1909年—1968年1月20日），女，祖籍安徽黟县，生于江苏南汇（今属上海），中国政治人物，曾任中国民主建国会中央委员会常务委员，第四届全国政协委员。
姚维钧在文化大革命中受到迫害，于1968年1月20日服安眠药自杀身亡。 

## 家庭
丈夫黄炎培。